# 吉本淳
吉本 淳（よしもと あつし、1982年1月14日 - ）は、静岡県出身の元プロサッカー選手である。ポジションはFW。

## 経歴
2004年、静岡産業大学から、この年JFLに昇格したザスパ草津に加入した。
前期こそ出番に恵まれなかったものの、後期第1戦、愛媛FC相手にハットトリックを達成すると、第3節デンソー戦、第4節国士舘大学戦において、2試合連続のハットトリックを達成し、一躍攻撃陣のラッキーボーイとなった。シーズン全体を通しては、出場試合数こそ30試合中16試合にとどまったものの12得点を挙げ、クラブのJ2参入に貢献した。
Jリーガーの仲間入りを果たした2005年のシーズンは、3月5日に行われた開幕戦・モンテディオ山形戦で後半9分にDF依田光正との交代で投入され、Jデビューを果たした。しかし、続く京都サンガF.C.戦でスタメン出場を果たすものの、前半32分に相手選手アレモンの股間を手で打ち退場処分を受け、草津の選手としてJリーグ参入後初の退場者となった。
開幕4連敗で迎えた第5節の徳島ヴォルティス戦で後半3・4分と立て続けに得点をあげ、自身のJリーグ初得点でクラブのJ初勝利に貢献した。続く第6節でも得点をあげるが、その後は低迷し、夏場にはチャレンジャーズ・チームに降格するなど、苦しいシーズンを過ごした。
翌年も草津で6得点を挙げたもののクラブの戦力構想外となり、2007年には静岡FCへ移籍。さらに2008年はV・ファーレン長崎に移籍した。シーズン終了後に、チームを退団。
現在はジュビロ磐田の下部組織にあたるヤマハジュビロSS磐田にて、ジュニアユース育成を担当している。

## 個人成績
| 国内大会個人成績 | 国内大会個人成績 | 国内大会個人成績 | 国内大会個人成績 | 国内大会個人成績 | 国内大会個人成績 | 国内大会個人成績 | 国内大会個人成績 | 国内大会個人成績 | 国内大会個人成績 | 国内大会個人成績 | 国内大会個人成績 |
| 年度             | クラブ           | 背番号           | リーグ           | リーグ戦         | リーグ戦         | リーグ杯         | リーグ杯         | オープン杯       | オープン杯       | 期間通算         | 期間通算         |
| 年度             | クラブ           | 背番号           | リーグ           | 出場             | 得点             | 出場             | 得点             | 出場             | 得点             | 出場             | 得点             |
| 日本             | 日本             | 日本             | 日本             | リーグ戦         | リーグ戦         | リーグ杯         | リーグ杯         | 天皇杯           | 天皇杯           | 期間通算         | 期間通算         |
| ---------------- | ---------------- | ---------------- | ---------------- | ---------------- | ---------------- | ---------------- | ---------------- | ---------------- | ---------------- | ---------------- | ---------------- |
| 2000             | 静産大           | 34               | JFL              | 1                | 0                | -                | -                |                  |                  |                  |                  |
| 2001             | 静産大           | 13               | JFL              | 17               | 8                | -                | -                |                  |                  |                  |                  |
| 2002             | 静産大           | 9                | JFL              | 13               | 5                | -                | -                |                  |                  |                  |                  |
| 2004             | 草津             | 27               | JFL              | 16               | 12               | -                | -                |                  |                  |                  |                  |
| 2005             | 草津             | 20               | J2               | 30               | 5                | -                | -                |                  |                  |                  |                  |
| 2006             | 草津             | 20               | J2               | 36               | 6                | -                | -                |                  |                  |                  |                  |
| 2007             | 静岡             | 10               | 東海1部          |                  |                  | -                | -                |                  |                  |                  |                  |
| 2008             | 長崎             | 10               | 九州             |                  |                  | -                | -                |                  |                  |                  |                  |
| 通算             | 日本             | 日本             | J2               | 66               | 11               | -                | -                |                  |                  |                  |                  |
| 通算             | 日本             | 日本             | JFL              | 47               | 25               | -                | -                |                  |                  |                  |                  |
| 通算             | 日本             | 日本             | 東海1部          |                  |                  | -                | -                |                  |                  |                  |                  |
| 通算             | 日本             | 日本             | 九州             |                  |                  | -                | -                |                  |                  |                  |                  |
| 総通算           | 総通算           | 総通算           | 総通算           |                  |                  | -                | -                |                  |                  |                  |                  |